# Шао? Бао!
«Шао? Бао!» — поп-гурт із Дніпра, заснований 1990 року трьома музикантами: Павлом Шиловим, Олександром Белашом та Олегом Воропаєвим. Найбільше відомий завдяки пісні "Купила мама коника".

## Історія
Гурт випустив популярні наприкінці 1990-х хіти «Купила мама коника», «Мертві бджоли», «Ой на горі два дубки». Пізніше до гурту приєдналися Володимир Смирнов та Андрій Голубков. У цьому складі гурт став переможцем «Червоної Рути» 1995 року.
Через внутрішні проблеми гурт розпався, новий склад колективу не зміг створити нових хітів. У сучасному складі лишився лише продюсер Алік Коротич.

## Дискографія
Україномовні диски
- Купила мама коника (1998)

Російськомовні диски
- Сделано на экспорт (2000)
- Хочется русского (2001)
- Танцы под радио (2004)
- Любовное настроение (2005)
- Конь New (2011)